# Стом, Маттиас
Маттиас Стом, или Матиас Стомер (нидерл. Matthias Stom, Matthias Stomer, ок. 1600, предположительно Амерсфорт — после 1652, Сицилия или Северная Италия) — нидерландский художник, принадлежавший к группе утрехтских караваджистов. Романист. Известен также под именами Matteo Stoma, Matthias Stomma, Matteo Fiammingo (Маттео Фламандец).

## Биография
В прошлом художника обычно называли «Стомер», однако в качестве подписи он использовал имя «Стом». Предполагалось, что «Стом», в переводе с голландского означает «тупой», и такое имя было дано художнику в качестве прозвища, исходя из предположения, что он страдал от инвалидности. Однако доказательств этому не существует.
Его место рождения не задокументировано. Голландский историк искусства Г. Дж. Хогеверф писал в 1942 году, что художник родился в Амерсфорте, недалеко от Утрехта. Но источник для такого заявления не отслеживается. Муниципальные архивы Амерсфорта не зафиксировали ни одного Стома. Фамилия Стом, под которой он был известен при жизни, является фламандским именем, распространённым в южных Нидерландах. Большинство людей, носивших это имя в Голландской республике того времени, были иммигрантами из южных Нидерландов. Поэтому вполне возможно, что Стом либо сам был фламандцем и провёл большую часть своей молодости в Южных Нидерландах, либо, наоборот: он был эмигрантом (или сыном эмигранта) в Голландской республике.
Точных сведений о его обучении также не существует. Предположительно, он мог обучаться у Хендрика Тербрюггена, ведущего утрехтского караваджиста, вернувшегося из Италии в 1614 году. Считается также, что с 1615 года Матиас Стом мог учиться в Риме у Геррита ван Хонтхорста и он оставался в Риме до 1632 года. Самые ранние документальные свидетельства существования Стома относятся к 1630 году, когда «Маттео Стом, тридцатилетний фламандский художник» был зарегистрирован как живущий с французским художником Николя Прово на Страда-дель-Ольмо в Риме.
Около 1635 года Стом покинул Рим и до 1640 года (может быть и позднее) жил и работал в Неаполе, позже — в Палермо, Сицилия (ок. 1641 г.), и его окрестностях: (Каккамо, Монреале). В Неаполе он подвергся влиянию испанского живописца-караваджиста Хусепе де Рибера.
Несколько картин Стома находились в мальтийских коллекциях, что указывает на то, что у Стома были покровители на Мальте, хотя неизвестно, писал ли он эти работы именно там. Последнее сохранившееся письменное упоминание о Стоме относится к 1649 году и связано с алтарным образом Ассунты (Вознесения Мадонны), написанному им для церкви Санта-Мария-де-Лорино в городе Кьюдуно недалеко от Бергамо в Ломбардии. Стом мог отправить этот запрестольный образ из Сицилии, но более вероятно, что в последние годы своей жизни он работал в северной Италии. Дата и место его смерти неизвестны, но, возможно, это произошло на Сицилии либо в Северной Италии в 1652 году или позже.
Сын (или внук художника) Маттео Стом или Матиас Стом младший, также был живописцем в Северной Италии, он создал несколько картин батального жанра.

## Творчество
Сохранилось около двухсот работ Матиаса Стома, в основном Композиция (изобразительное искусство)композиции на темы Нового и Ветхого Завета, изображения святых и, в меньшей степени, сцены из классической истории, мифологии или картины бытового жанра. В этих произведениях очевидно влияние работ неитальянских последователей Караваджо в Италии, в частности, голландских живописцев, которых называют утрехтскими караваджистами, а также Хусепе де Рибера и Питера Пауля Рубенса. Матиас Стом не разделял увлечений других северных караваджистов юмористическими, и даже скабрезными сюжетами, как и сложными декоративными аллегориями, а вместо этого предпочитал истории из Библии. Он работал в разных местах Италии, где пользовался покровительством религиозных учреждений, а также видных представителей итальянской аристократии.
Под влиянием картин караваджиста Герарда ван Хонтхорста, известного в Италии за изображения сцен при свечах как «Герардо Ночной» (итал. Gherardo delle Notti), Стом также часто использовал эффекты светотени от скрытого источника света. Драматизм «ночных сцен» обычно усиливается сильными ракурсами и жестами поясных фигур, показанных с близкого расстояния, чтобы мысленно вовлечь зрителя в действие. Головы необычайно живы и имеют ярко выраженный индивидуальный, даже портретный характер. Выразительность усиливается показом предельно характерных, морщинистых лиц, выявляемых резкой светотенью.

## Влияние и наследие
Под влиянием Маттиаса Стома работал анонимный Мастер света свечи. Картины Стома хранятся в нескольких крупных музеях мира. В Санкт-Петербургском Эрмитаже имеются три картины Стома: «Старуха со свечой», «Исав и Иаков» и «Мальчик с факелом».

## Галерея

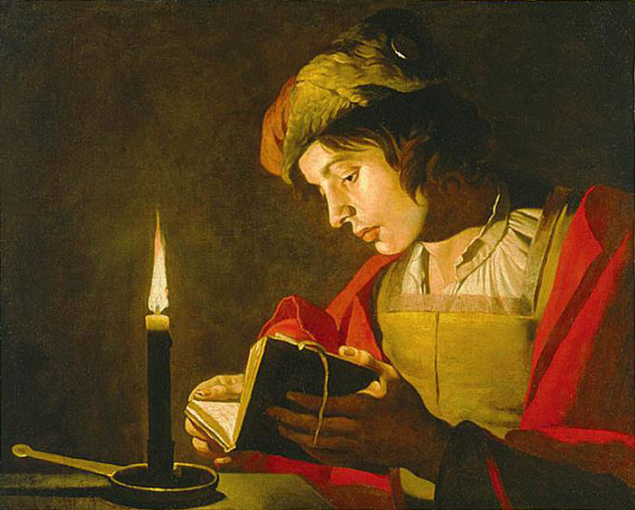
Юноша, читающий при свече. Между 1600 и 1650 гг. Холст, масло. Частное собрание
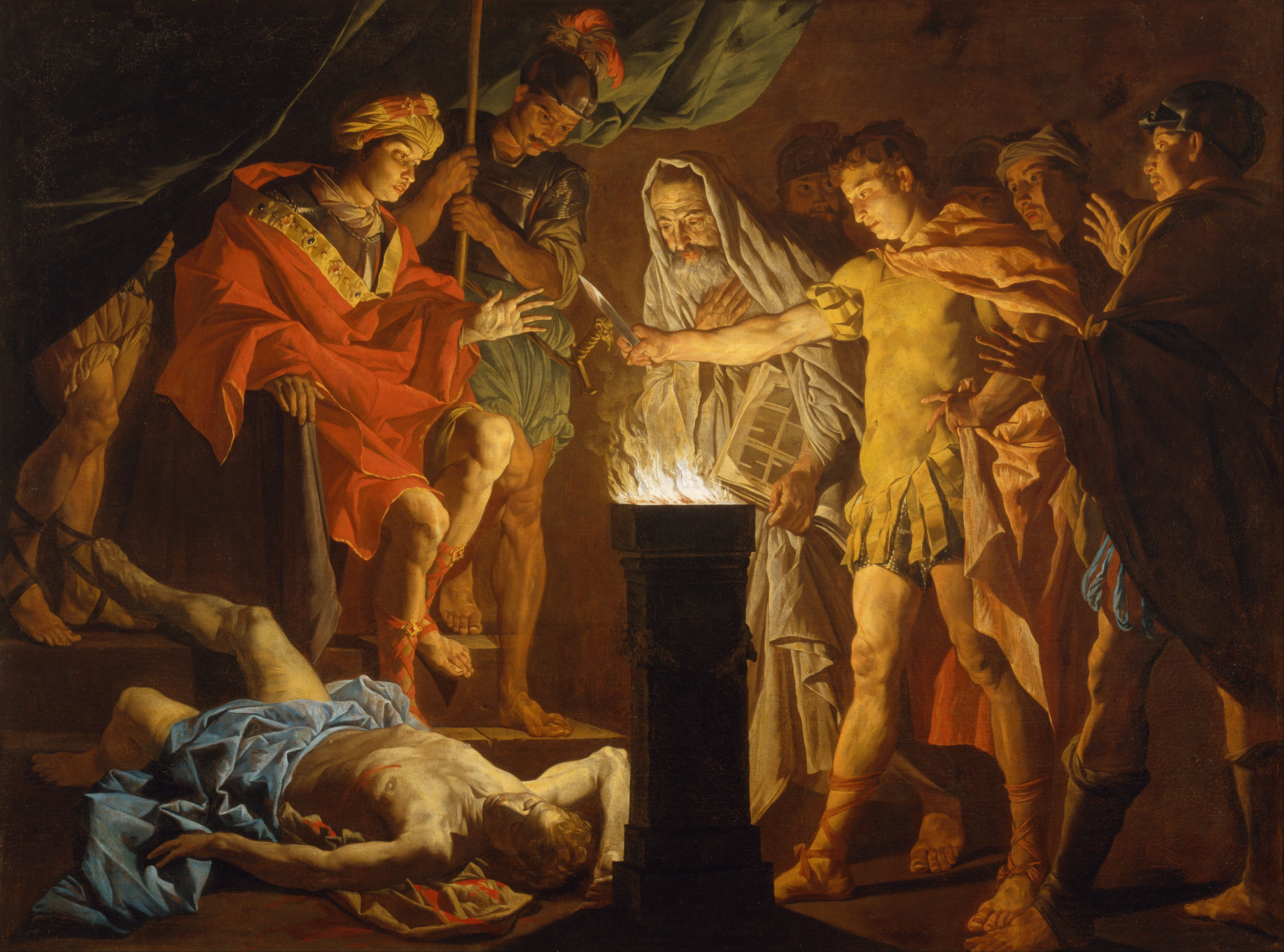
Муций Сцевола в лагере Порсены. 1640-е гг. Холст, масло. Художественная галерея Нового Южного Уэльса, Сидней, Австралия
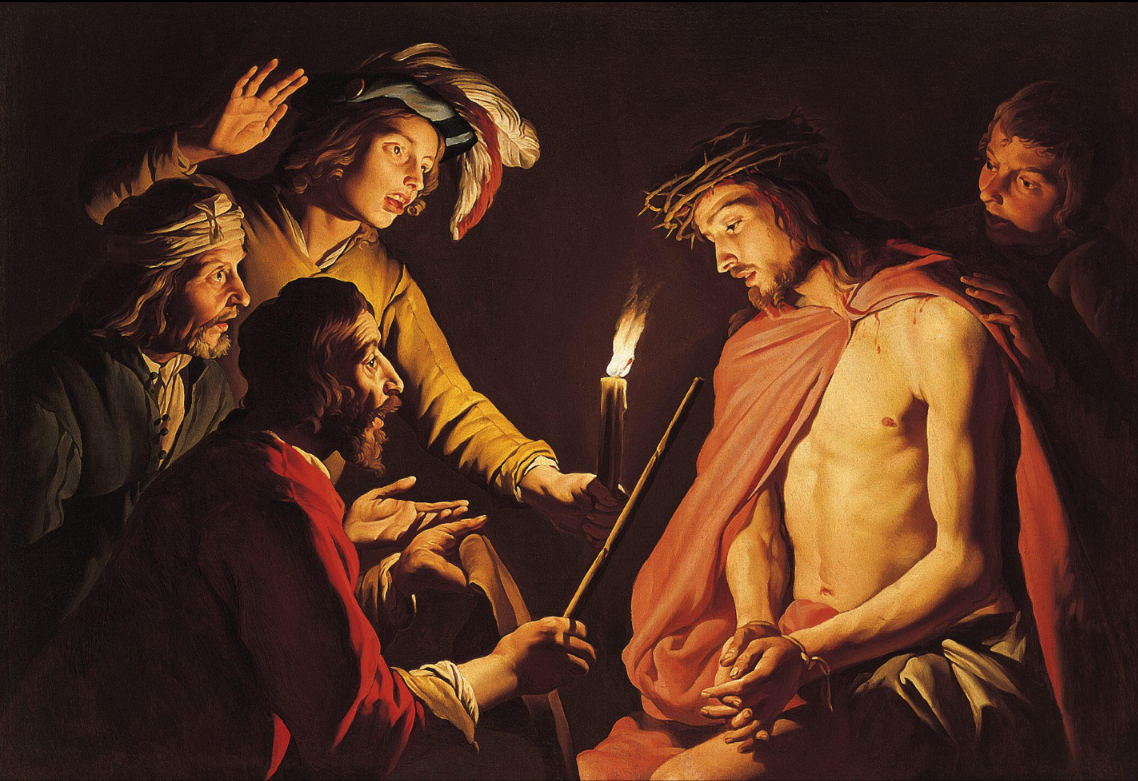
Осмеяние Христа. Между 1633 и 1639 гг. Холст, масло. Музей Нортона Саймона, Пасадена, Калифорния, США
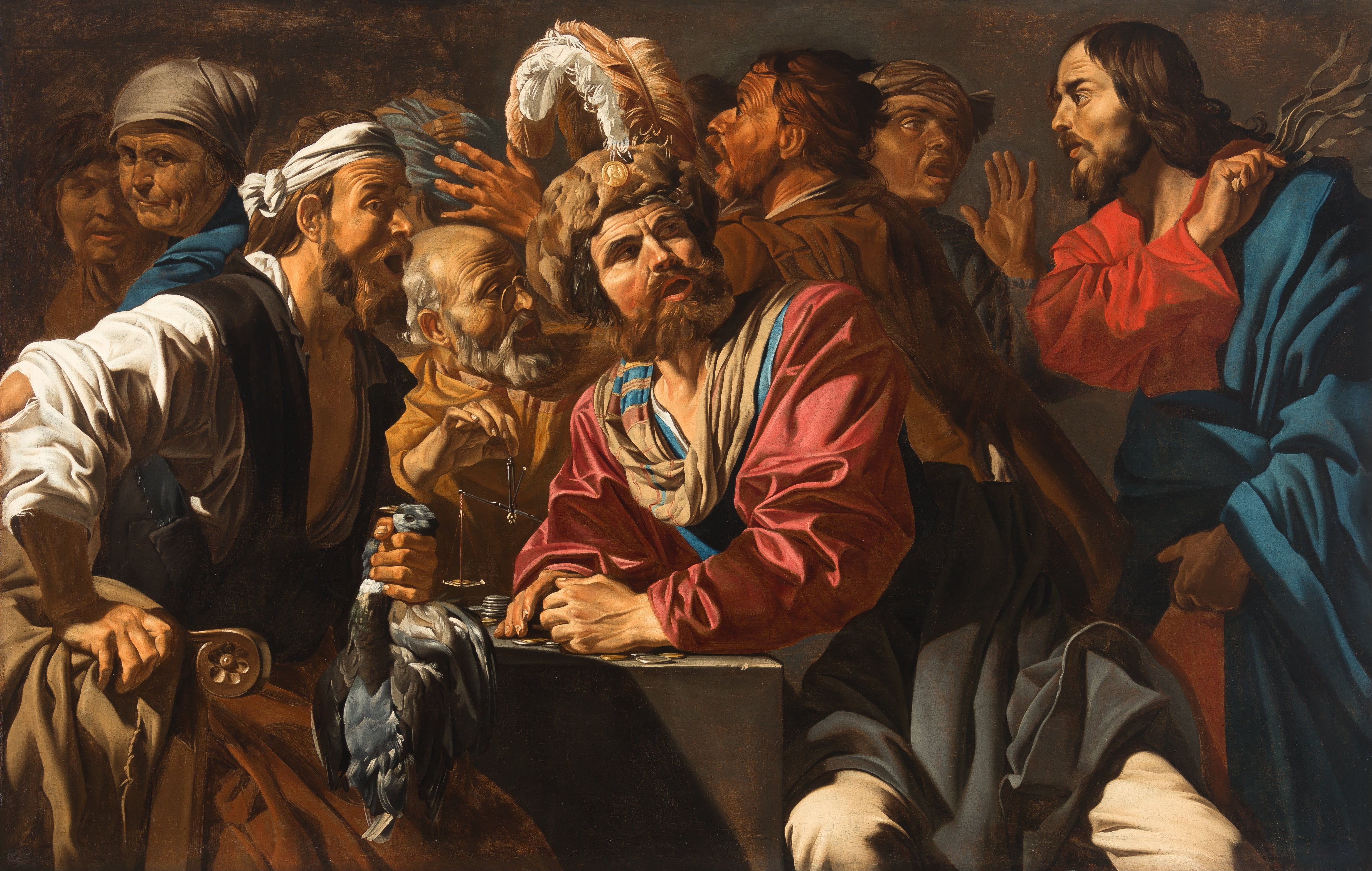
Изгнание торгующих из храма. Между 1630 и 1633 гг. Холст, масло. Коллекция Кремеров, Гаага
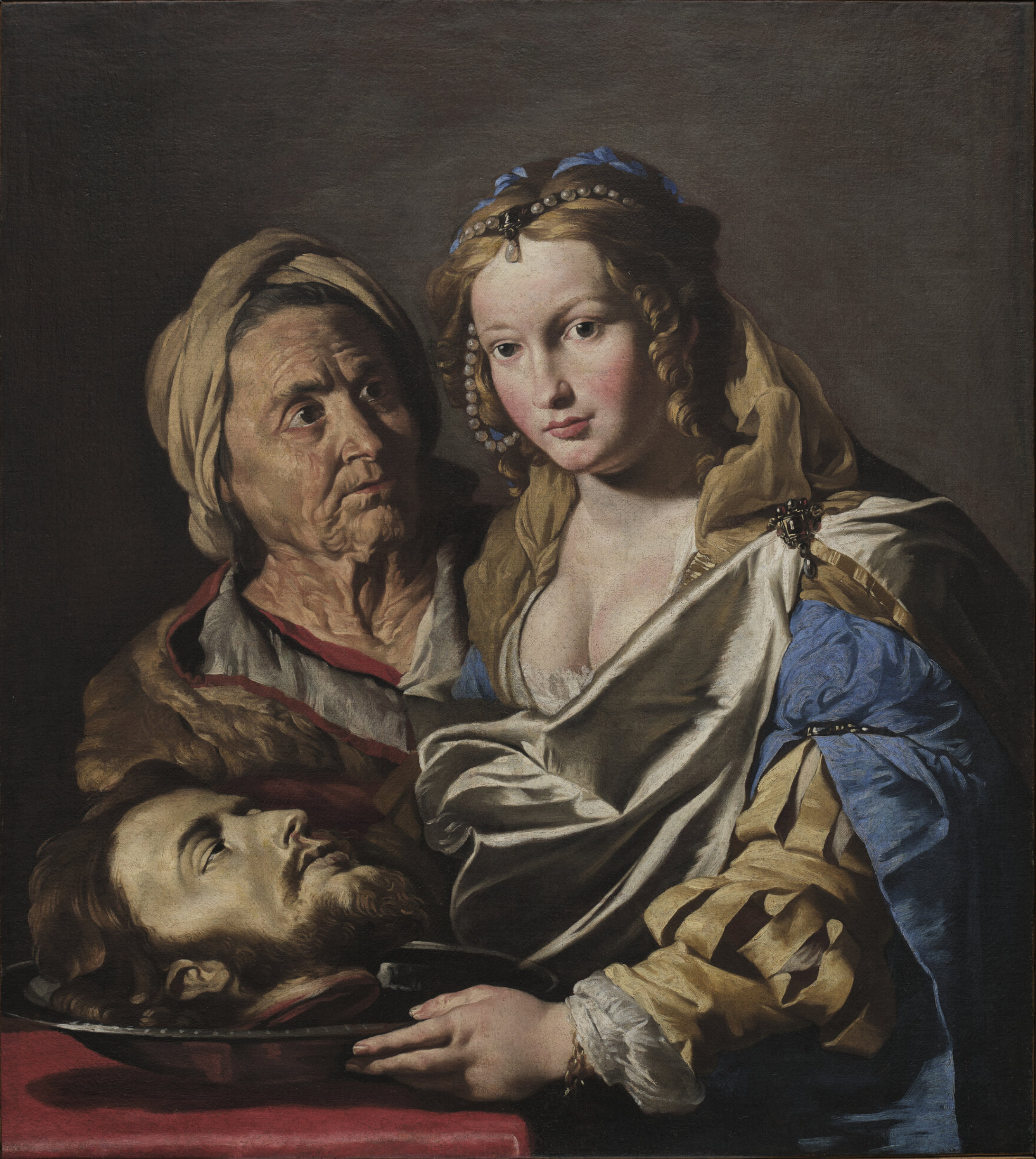
Саломея с головой Иоанна Крестителя. Между 1630 и 1652 гг. Холст, масло. Палаццо Бьянко, Генуя
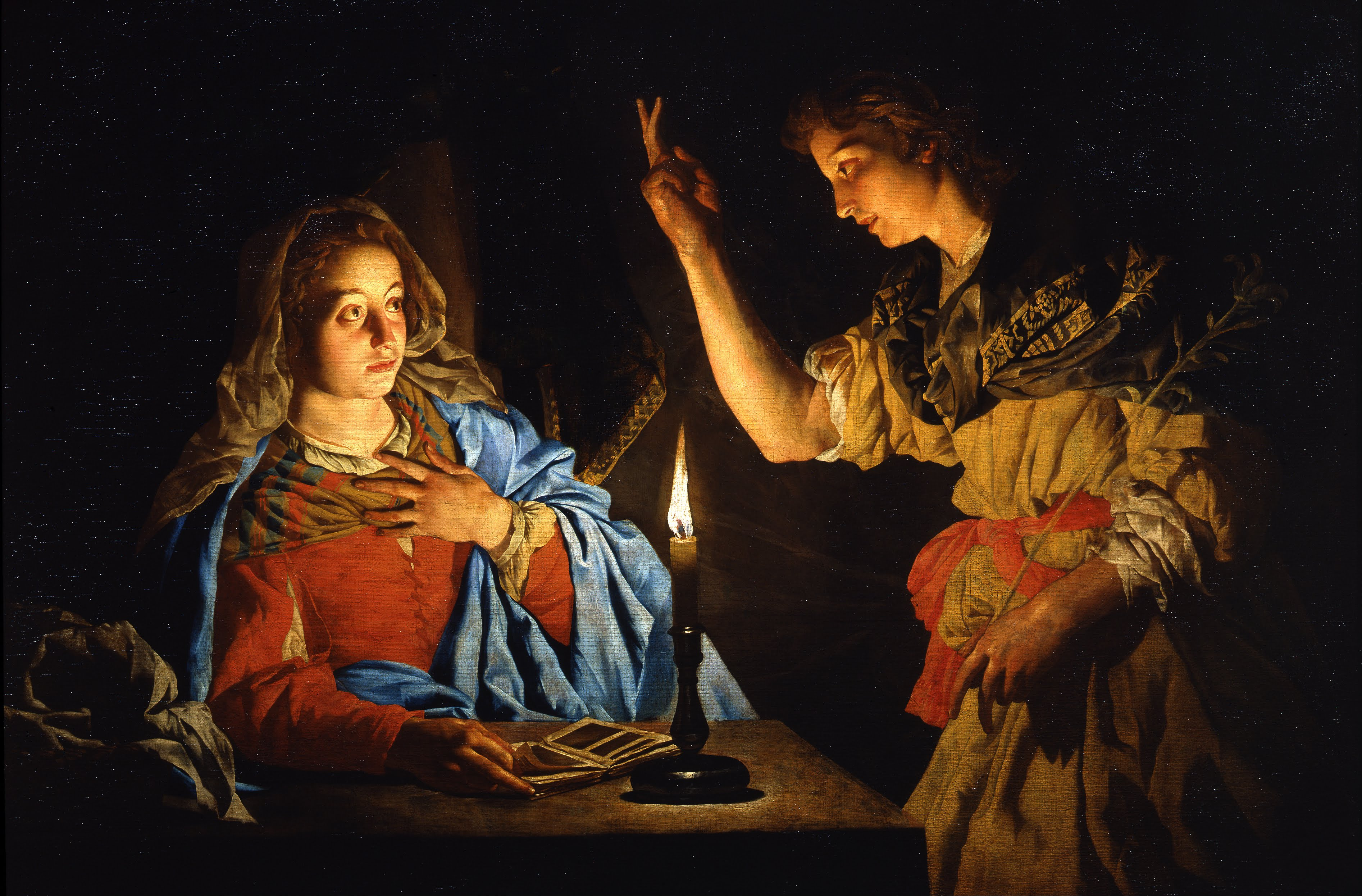
Благовещение. 1630-е гг. Холст, масло. Уффици, Флоренция
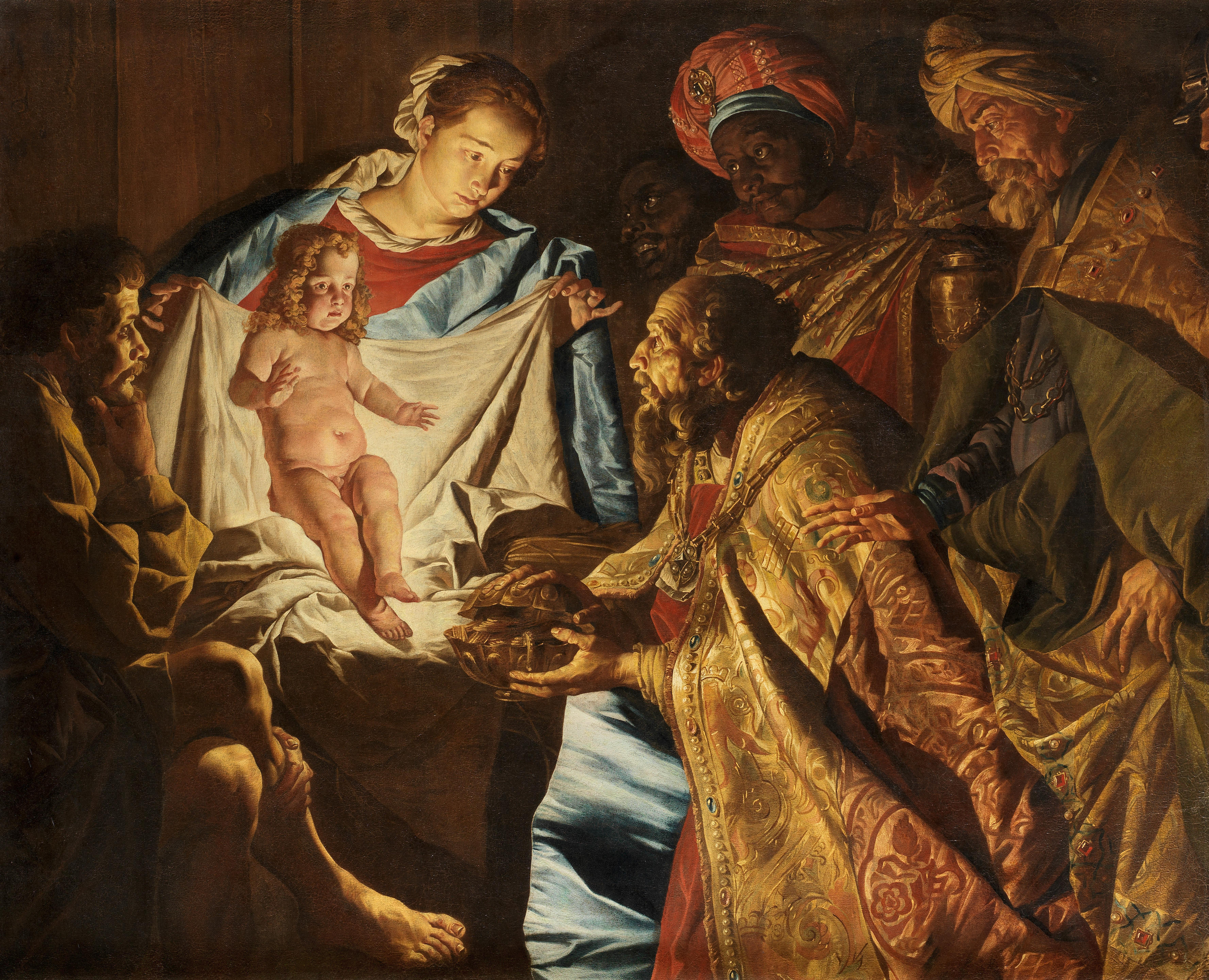
Поклонение волхвов. Между 1633 и 1655 гг. Холст, масло. Частное собрание
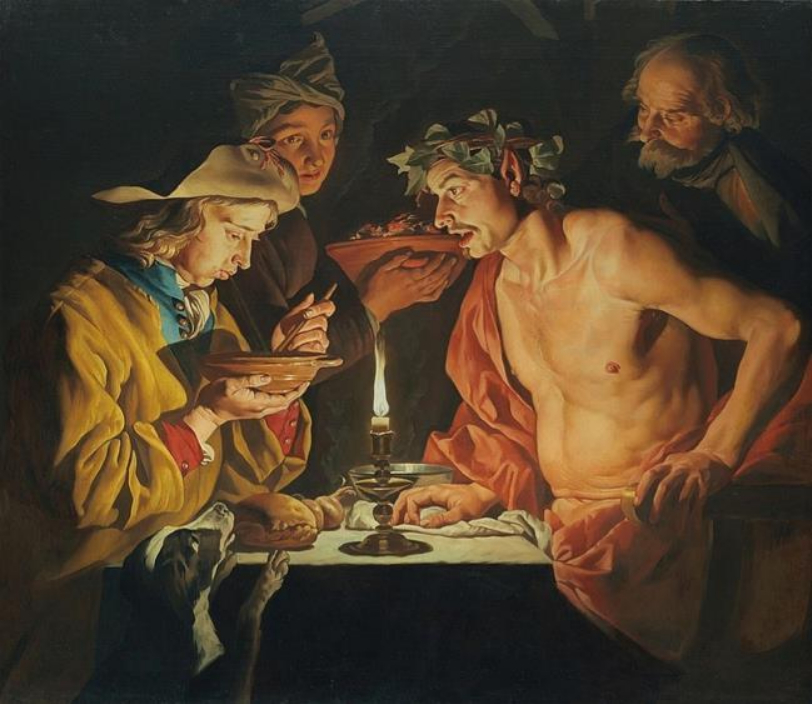
Сатир и крестьяне. 1630-е гг. Холст, масло. Музей Эшмола, Оксфорд.